# Anuar Battisti
Anuar Battisti (ur. 19 lutego 1953 w Lajeado) – brazylijski duchowny katolicki, arcybiskup Maringá w latach 2004–2019.

## Życiorys
8 grudnia 1980 otrzymał święcenia kapłańskie i został inkardynowany do diecezji Toledo. Był m.in. ojcem duchownym i rektorem miejscowego seminarium, rektorem domu formacyjnego toledańskich seminarzystów w Kurytybie, sekretarzem wykonawczym departamentu CELAM ds. powołań i posług oraz administratorem diecezji.
15 kwietnia 1998 został mianowany biskupem ordynariuszem diecezji Toledo. Sakry biskupiej udzielił mu kard. Geraldo Majella Agnelo.
29 września 2004 papież Jan Paweł II mianował go ordynariuszem archidiecezji Maringá.
20 listopada 2019 papież przyjął jego rezygnację z pełnionego urzędu, złożoną ze względu na stan zdrowia.